# Carlos Eduardo Ventura
Carlos Eduardo Ventura (* 15. März 1974 in São Bernardo do Campo), auch bekannt als Duda, ist ein ehemaliger brasilianischer Fußballspieler.

## Karriere
Duda begann seine Karriere 1997 bei SC Corinthians Alagoano. Im Sommer 1997 wechselte er zum portugiesischen Benfica Lissabon. 1998 wechselte er zum japanischen Kashiwa Reysol. Von 1999 bis 2000 war er beim portugiesischen Rio Ave FC, FC Porto und FC Alverca unter Vertrag. 2000 wechselte er zu Boavista Porto. Mit dem Verein wurde er 2000/01 portugiesischer Meister. 2001/02 wurde er mit dem Verein Vizemeister der Primeira Liga. Für dem Verein bestritt er 95 Erstligaspiele und schoss dabei 13 Tore. 2005 kehrte er nach Brasilien zurück. Hier spielte er bis 2007 für AA Internacional (Limeira), SC Corinthians Alagoano und AA Luziânia. 2008 unterschrieb er einen Vertrag beim maltesischen Sliema Wanderers.

## Erfolge
Boavista Porto
- Portugiesischer Meister: 2000/01